# AC75
AC75 (America's Cup 75 pies) es un barco de regatas utilizado en la Copa América de Vela y planeado para ser utilizado en las ediciones 36 y 37. Con 75 pies (23 metros) de eslora, los monocascos tienen foils montadas debajo del casco, un nuevo diseño en el aparejo de la vela mayor con respecto a los AC50, nuevos sistemas hidráulicos y sin quilla.

## La regla
Tras la edición de 2017, los ganadores del Royal New Zealand Yacht Squadron aceptaron un aviso de desafío del Circolo della Vela Sicilia estipulando que se utilizaría un monocasco en 2021 para los Match. Los gráficos conceptuales de un monocasco con velas blandas e hidrofoils inclinados en los costados del casco se publicaron el 21 de noviembre de 2017, y el defensor y el retador oficial publicaron el primer borrador de la regla de clase el 29 de marzo de 2018. El regreso a los monocascos con velas después de tres ediciones de la Copa América en multicascos con vela-ala recuerda a las anteriores clases de America's Cup y embarcaciones más tradicionales, pero la regla incluía hidrofoils para atraer tripulaciones de alto rendimiento y grandes audiencias televisivas.
Según el protocolo, cada club competidor podía construir dos cascos, pero se excluyeron para las regatas, excepto durante la PRADA Christmas Cup del 17 al 20 de diciembre de 2020, y para los defensores durante la Copa de PRADA del 15 de enero al 22 de febrero de 2021. Para reducir los costos de diseño y prueba de las características únicas de la clase, la regla especificaba que los sistemas de control de foils serán fabricados por el equipo defensor y los brazos de los foils serán fabricados por el constructor Persico Group, el Challenger of Record.

## Los barcos
| club                                     | equipo                     | nombre         | fecha de botadura        | constructor       | notas            |
| ---------------------------------------- | -------------------------- | -------------- | ------------------------ | ----------------- | ---------------- |
| Real Escuadrón de Yates de Nueva Zelanda | Emirates Team New Zealand  | Te Aihe        | 6 de septiembre de 2019  | ETNZ              | barco de prueba  |
| Club de Yates de Nueva York              | American Magic             | Defiant        | 14 de septiembre de 2019 | American Magic    | barco de prueba  |
| Círculo de Vela Sicilia                  | Luna Rossa Prada Pirelli   | Luna Rossa     | 2 de octubre de 2019     | Grupo Persico     | barco de prueba  |
| Real Escuadrón de Yates                  | INEOS Team UK              | Britania       | 4 de octubre de 2019     | Barcos Carrington | barco de prueba  |
| Club de Yates de Nueva York              | American Magic             | Patroit        | 16 de octubre de 2020    | American Magic    | barco de regatas |
| Real Escuadrón de Yates                  | INEOS Team UK              | Britannia II   | 17 de octubre de 2020    | Barcos Carrington | barco de regatas |
| Círculo de Vela Sicilia                  | Luna Rossa Prada Pirelli   | Luna Rossa IX  | 20 de octubre de 2020    | Grupo Persico     | barco de regata  |
| Real Escuadrón de Yates de Nueva Zelanda | Emirates Team New Zealand  | Te Rehutai     | 18 de noviembre de 2020  | ETNZ              | barco de regatas |
| Real Escuadrón de Yates de Nueva Zelanda | Emirates Team New Zealand  | Taihoro        | 11 de abril de 2024      | ETNZ              | barco de regatas |
| Círculo de Vela Sicilia                  | Luna Rossa Prada Pirelli   | Luna Rossa X   | 13 de abril de 2024      | Grupo Persico     | barco de regata  |
| Sociedad Náutica de Ginebra              | Alinghi                    | BoatOne        | 16 de abril de 2024      | Alinghi           | barco de regata  |
| Real Escuadrón de Yates                  | INEOS Team UK              | Britannia RB3  | 1 de mayo de 2024        | Barcos Carrington | barco de regata  |
| Club de Yates de Nueva York              | American Magic             | Patriot II     | 7 de mayo de 2024        | American Magic    | barco de regata  |
| Sociedad Náutica de Saint-Tropez         | Orient Express Racing Team | Orient Express | 29 de mayo de 2024       | Multiplast        | barco de regata  |

Las diferencias visibles entre los diseños han sido comentadas por la mayoría de la comunidad de construcción de embarcaciones y la prensa especializada a medida que se botaron cada uno de los barcos.

## Velocidades
Velocidad potencial de 50 kn (93 km/h; 58 mph) se calculó sobre la base de simulaciones por computadora.
Las altas velocidades notables realmente registradas en las carreras fueron:
- 49.1 kn (90.9 km/h; 56.5 mph) por Te Rehutai (in 15 and 19 kn (28 and 35 km/h; 17 and 22 mph)) en 17 de diciembre de 2020.[16]
- 50.25 kn (93.06 km/h; 57.83 mph) por Britannia durante el día 4 de la Prada Cup 23 de enero de 2021.
- 53.31 kn (98.73 km/h; 61.35 mph) por Patriot (American Magic) durante el día 1 de la Prada Cup Semifinals (con viento real de 22 kn (41 km/h; 25 mph)) el 29 de enero de 2021.[17]

## Reclamación de patente
En octubre de 2020, se reclamó una infracción de patente en Nueva Zelanda con respecto al sistema de láminas inclinadas utilizado en los barcos que se han producido. Team New Zealand dijo que ya había rechazado la reclamación porque su sistema no infringía ninguna patente.